# ハルデクゼン
ハルデクゼン (ドイツ語: Hardegsen) は、ドイツ連邦共和国ニーダーザクセン州ノルトハイム郡に属す小都市である。この街は、「ゾリングの門」を自認しており、大規模な遊歩道網と結びついている。この街は、木組み建築やムートハウスを有するハルデク城で知られており、州認定の空気の清浄な保養地であり、野生・家畜動物園やキャンプ場がある。

## 地理

### 自治体の構成
この街は以下の地区からなる。
| - アッシェ - エリーローデ - エトリングハウゼン - エスポール - グラーデベック - ハッテンゼン | - ヘーフェンゼン - リヒテンボルン - ルッターハウゼン - トレーゲン - ウェシングハウゼン |

## 歴史

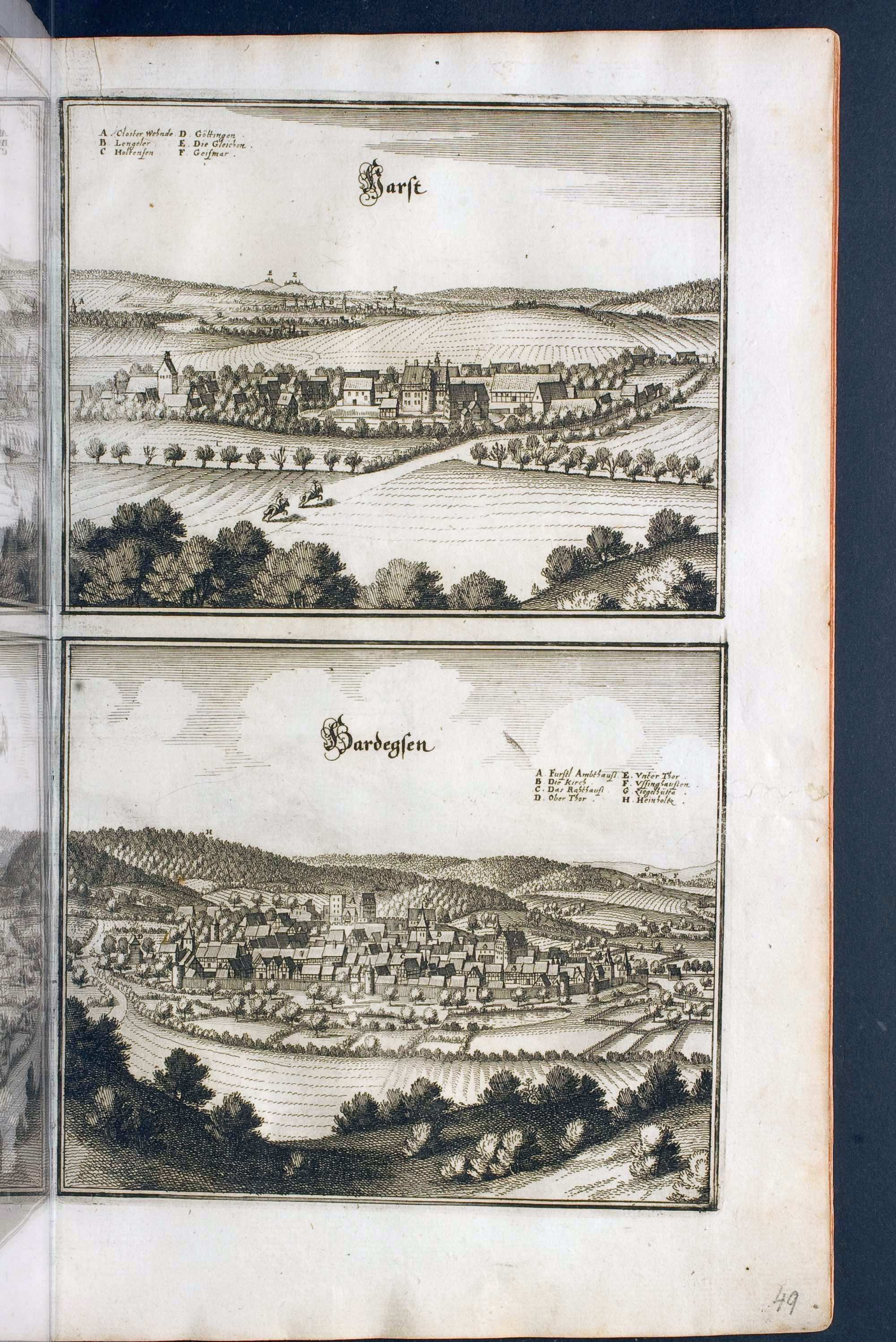
マテウス・メーリアンの銅版画に描かれた1654年から1658年のハルデクゼン（下）

考古学的出土品から、鉄器時代初期（紀元前800年頃からキリスト誕生頃まで）以前から古い定住地であったことが示されているが、ハルデクゼンがその古いラテン名 Hiridechessun として初めて文献に記録されたのは1020年になってからであった。語尾が -deg、あるいは -dag（古い表記として遺されている）の地名であることから、ハルデクゼンは元々ケルスカー族の定住地であったと推定されている。ハルデクゼン近郊のガルゲンベルクには約2000年前の屈葬墳墓がある。
古い定住者を示すもう一つの証拠は、長さ 15 cm の青銅製の斧である。この斧は丸斧で、紀元前1550年から1300年頃の青銅器時代中期のものであることが証明されている。さらにハルデクゼン周辺からは新石器時代（紀元前4500年頃）の石斧が発見されている。
この街は1383年にブラウンシュヴァイク＝ゲッティンゲン公オットー1世によって都市権を授けられた。ハルデク城は、200年の間ヴェルフ家の夏の居館となった。
歴史的な中核市区は何度も大火災の犠牲となっている。1678年12月24日の大火はハルデクゼンの歴史上痛切なできごとであった。中核市区の大部分が大火災の犠牲となった。ただし、この火災はミサが始まった時刻に起こったため、人的被害はなかった。火災の原因は現在も解っていない。火災は市役所の裏の建物から広がったもので、おそらく亜麻の乾燥か、ガチョウの丸焼き作りか何かをミサの間放置したためと推測されている。
この街は、1973年に州指定の保養地に、1975年には州指定の空気の清浄な地に登録されている。

### 宗教
ハルデクゼンの住民は、ハルデクゼン聖マウリティウス教会組織に属すプロテスタント＝ルター派の信者が主である。ハルデクゼン聖マリエン教会に属すカトリック信者もいる。宗教改革よりも前の時代、1307年から1545年までの間に17人の司祭を数えた。1540年以後、プロテスタント＝ルター派教会の礼拝が行われるようになり、牧師が置かれた。
ハルデクゼンのキリスト教化はハノーファー周辺よりも以前に行われた。ハルデクゼンが近隣のパーダーボルン司教区やヒルデスハイム司教区ではなく、マインツ大司教領に先に編入されていた（745年頃）ためである。
それから3世紀後の1002年から1024年にハルデクゼンで最初の教会堂が建設された。
ハルデクゼンは1150年からネルテン助祭長区に属した。
11世紀初めから1543年に宗教改革で廃止されるまでハルデクゼンにカラント兄弟団が設けられていた。兄弟団に関する最初の信頼できる証拠は15世紀初めのものである。
プロテスタント＝ルター派教会の礼拝は1540年から執り行われていたのだが、公式の宗教改革は1543年1月1日とされている。この日、教区監督官アントニウス・コルヴィーヌスが視察に訪れ、教会組織を新たに編成した。新しく制定されたコルヴィーンの教会法は1919年まで効力を有していた。宗教改革の採用により聖人や聖遺物への崇拝も終息した。これにより聖フィトゥスの遺骸を有するハルデクゼンの教会への巡礼も途絶えた。

## 行政

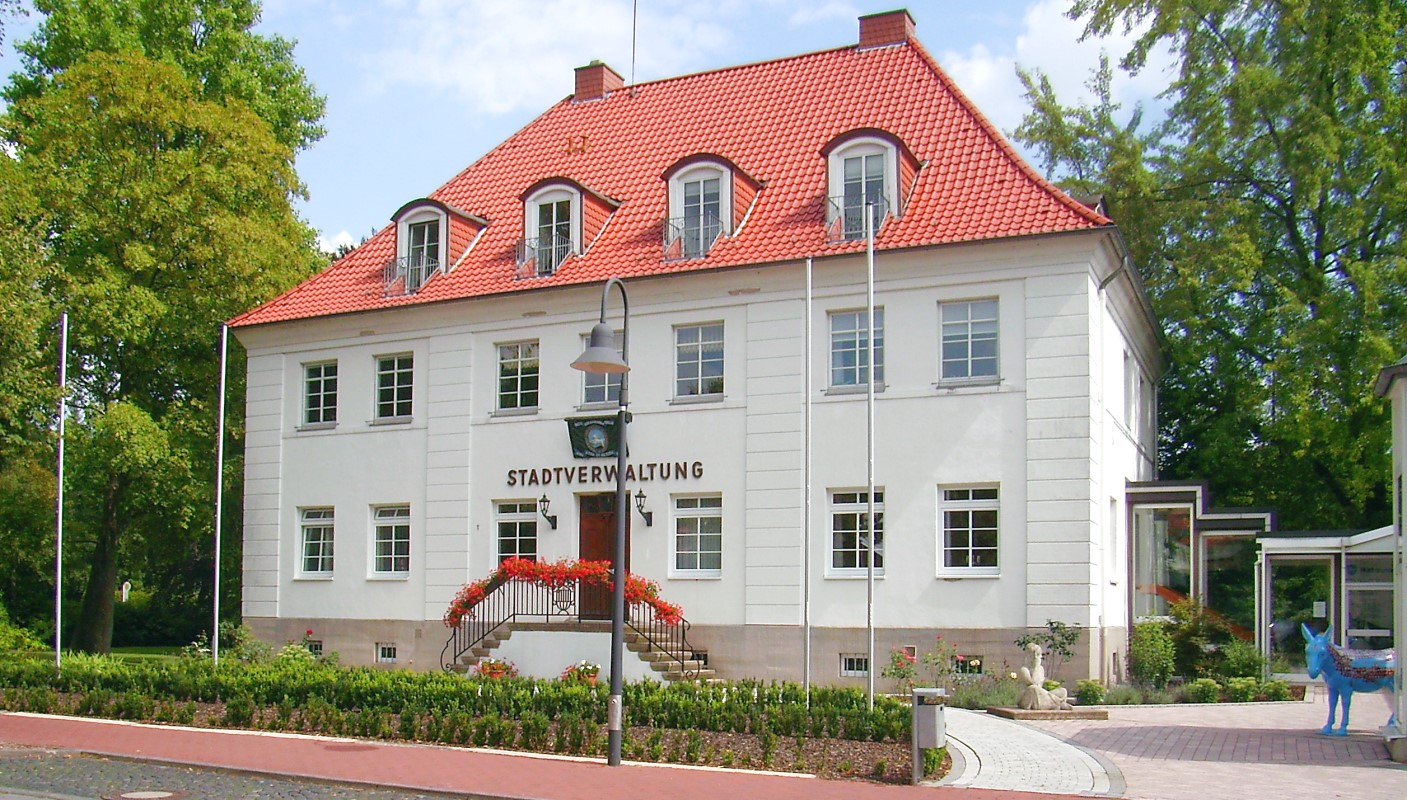
行政庁舎

### 議会
ハルデクゼンの市議会は22議席からなる。

### 姉妹自治体
- シュトルベルク（ドイツ、ザクセン＝アンハルト州）1990年6月16日

この姉妹自治体協定は1998年11月の東西ドイツ国境開放後最初の姉妹自治体協定であった。シュトルベルクは2010年9月1日にジュートハルツへ編入された。

## 文化と見所

### 博物館
- エラーマイアー城兵館は1977年から1982年に完全に修復され、建築文化財となっており、ヴァイオリン博物館および神学と古代オリエント文化の研究施設が入居している。エラーマイアー城兵館はハルデクゼンの第2城兵館であった。保存、修復、再利用を主導したのは、現在この館の名称になっている神学者フリードリヒ・エルマイアーであった。彼は1984年にドイツ文化財保護賞、1986年にパウル・ディートリヒ賞を受賞した。
- ブルクシュタル（城内家畜小屋）は、歴史・生態学の地域博物館として使われており、ハルデク城内にある。ここには歴史的、生態学的、労働技術的、社会的観点から、田舎の地域の手工業の伝統が展示されている。1999年以降、この建物の再現された昔の教室で博物館学校が開催されている。生徒はここで昔の学生服を着用して、たとえばジュターリン書体を学ぶというような昔の授業を体験できる。

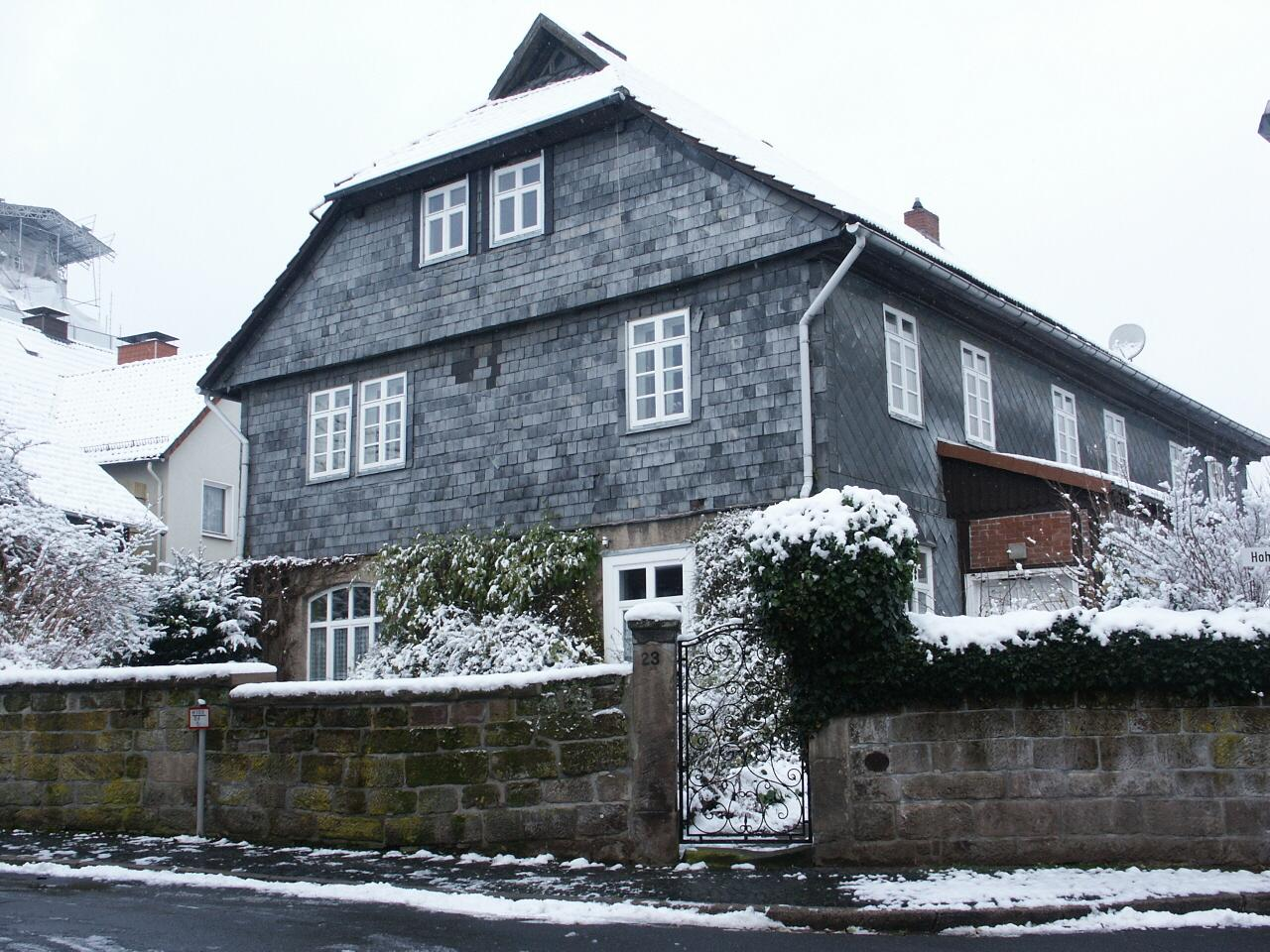
第1城兵館

### 建築
- 第1城兵館は、1292年に初めて記録されている。1591年に宰相ヨハネス・フォン・ヤーゲマンにより新たに建て直され、5階建てとなった。この建物の巨大さは17世紀前半の銅版画に、ありありと描かれている。この建物は1678年の大火で基礎壁に至るまで焼失し、パーペ家によって現在の3階建ての形で新たに建設された。
- 第2城兵館は、ハルデクゼンで2つめの城館レーエンであった。この館はハルデク城にすぐ隣接しており、かつては「城前の館」と呼ばれており、1402年までレックホルスト家の所有物であった。

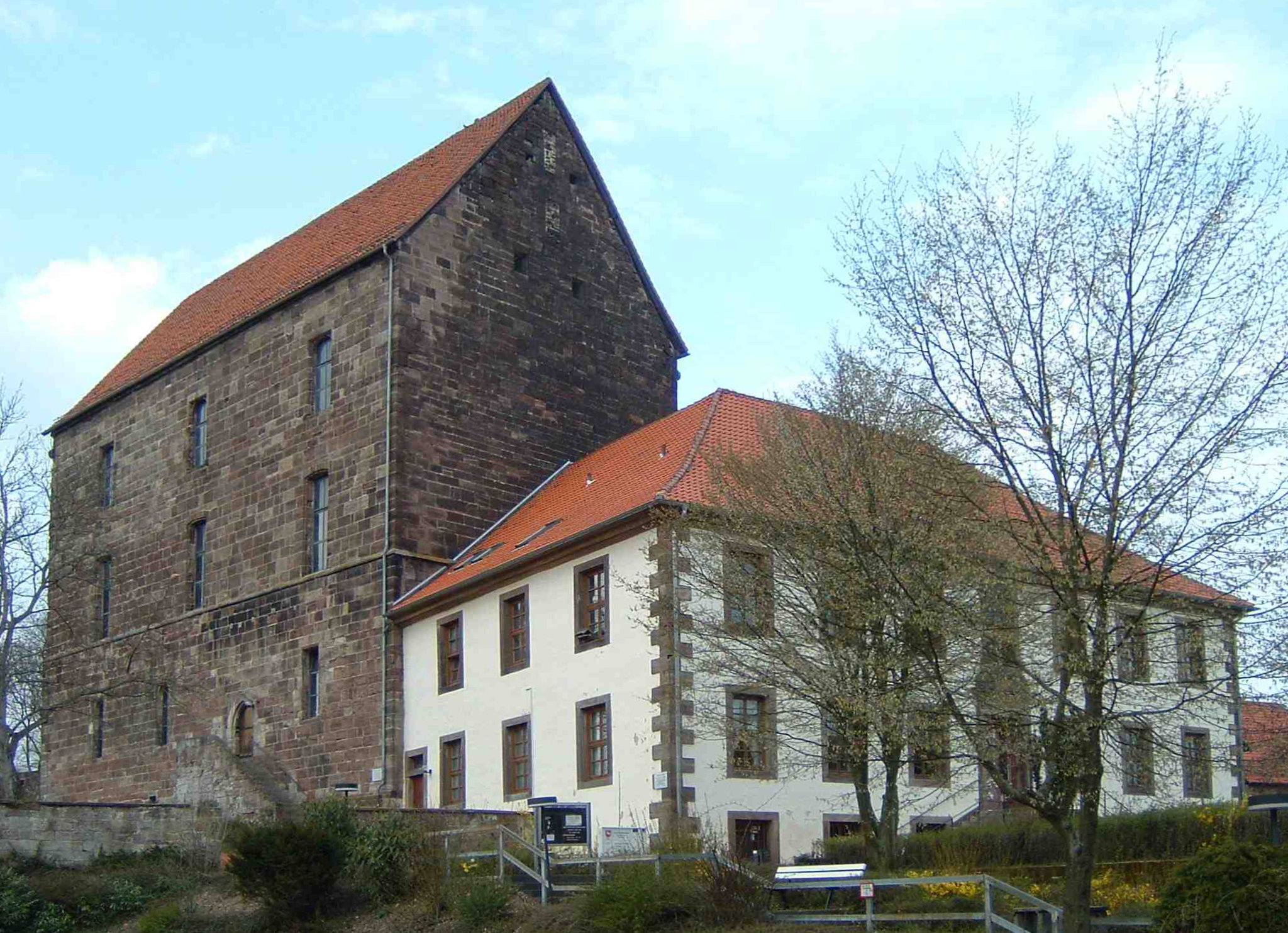
ハルデク城

### ハルデク城
12世紀に建設されたハルデク城は、当時のヴェルフ家の公オットー1世の行政府であった。現在も、ムートハウス、ハーゲンハウス、城壁の一部が遺っている。ムートハウスの内部は見学でき、式典や催しのためにレンタルすることも可能である。その収入は城趾の保存費用に充てられている。騎士の間は、春と夏には戸籍役場が利用している。

### 聖マウリティウス教会
聖マウリティウス教会はブラウンシュヴァイク公オットーの未亡人マルガレーテによって1423年に完成された。この教会は、おそらく同じ場所にあった古い教会の後継として造営された。名前の聖マウリティウスは、11世紀に多くの教会で守護聖人とされており、先行する教会があったことを示唆している。
聖マウリティウス教会の現在の建物は多くの増築や修復がなされている。15世紀末、市長のヴィンケルマンが私財を投じた礼拝堂が増築された。宗教改革に伴い3つの祭壇は解体または改変された。これにより教会は新体制となった。ルター派による最初の礼拝は1540年9月15日に挙行された。1579年から1580年に最初の大改修が行われた。1747年に屋根と鐘楼の老朽化が報告されている。代官ヴィーデマイアーは以下のように報告している。「老朽化した教会の屋根と疲弊した教会塔には新しい屋根が必要であると思われる。塔本体も修繕は不可欠である。人為的にあるいは強風で鐘が落下する危険があるからである。」しかし教会にはそのための資金が不足していた。ハルデクゼン市はその不足分を提供し、教会塔の所有者となった。本格的な修復は18世紀後半（1765年から）に24年をかけて行われた。1789年に大規模な改修工事は完了し、これにより教会は現在の姿となった。1860年代に市は教会塔を教会に返還した。
鐘楼: 教会の大鐘は約500年前のもので、小さな鐘とともに2005年に修復された。これにより、2つの小さい鐘が13世紀に造られたものであることが立証された。つまり、聖マウリティウス教会の鐘楼内に吊り下げられている鐘は、中世から遺っている北ドイツでは大変に珍しい青銅製の鐘である。
修復された鐘を吊り下げたことで、鐘楼の老朽化が改めてはっきりした。この塔は多額の費用を費やして修復され、他の鐘が補充された。
オルガン: 聖マウリティウス教会のオルガンの歴史は16世紀から遺されている。最初の後期ゴシック様式のオルガンは1511年に造られた。このオルガンについてはどのようなものであったかはほとんど伝えられていない。2番目のバロック・オルガンは1784年に建設されたもので、オルガン製作者ヨハン・ユストゥス・ハンゼンの作品であった。このオルガンは、1927年に専門家によって修復不能と鑑定され、1930年に新しい空圧式オルガンが設置された。このオルガンには、最初から技術的欠陥があった。1973年のアドヴェントの時期にモーターのコイルが焼き切れてしまい、慌てて電子部品を調達しなければならなかった。こうした応急処置が1974年から1996年まで取られていた。
現在の1706本のパイプを持つオルガンは1996年にオルガン製作者ベルンハルト・エドスケスによって製作されたもので、1784年のオルガンの筐体を転用している。このオルガンは教会の北側2階席に設置された。演奏台はハンゼンのスケッチに基づいて製作された。昔の記述通りに黒檀材と象牙や骨が使われた。オルガンは釘やネジを使わずに組み立てられた。

#### 見張り塔
1383年の都市権授与後、当時の領主ブラウンシュヴァイク＝ゲッティンゲン公オットーによってハルデクゼンの街を囲む市壁が建設された。市壁はおそらく1400年頃に建設された。修復された見張り塔とそれに隣接する市壁の一部が、中世のこの街の強固な防衛施設を偲ばせている。

### 公園

#### ヴィルトパルク
ヴィルトパルク（猟獣園、比較的身近な動物を展示する動物園）は1965年6月に開園し、ハルデクゼン市民のみならず近隣のゲッティンゲン、ノルトハイム、ウスラーの人々も訪れる。この公園は何年も前から鳥獣生息域保護団から物心両面での援助を得ている。エスポルデ川の渓谷に位置する約12 ha の土地に、約150種類の動物が展示されている。身近な家畜動物のほかに、テューリンゲン野生ヤギ、アングラー・ザッテルシュヴァイン（飼育例の少ないブタの飼育種）なども見ることができる。子供にとって特別なアトラクションとして、小型のヤギ、ポット・ベリード・ピッグ (en)、ロバ、ポニーとふれあえることである。

### スポーツ
- ハルデクゼン屋外プール
- ハルデクゼン・バスケッツ 07
- ハルデクザー・スポーツフェライン v. 1872 e.V.
- ハルデクゼン射撃クラブ
- スポーツフィッシング・クラブ

### 遊歩道とマウンテンバイク
ハルデクゼンからゾリング＝ハルツ＝横断歩道が始まっている。
この他、マウンテンバイク地域ゾリング＝フォーグラーが提唱され、ゾリングに 22 km から 60 km までの15の周回コースが設けられた。

## 経済と社会資本
1897年にハルデクゼン最初の大企業の一つであるセメント工場が開業した。このセメント工場は現在閉鎖されているが、採石場は現在も石灰石の採石に利用されている。2007年12月にセメント工場の塔が爆破された。2006年11月から、かつてのセメント工場の建物にカトレンブルク＝リンダウに本社を置くバイオマス管理会社が入居している。
徐々に木材加工や金属加工産業の他の会社もこの街に進出した。Domäne Einrichtungsmärkte GmbH & Co. KG は、現在従業員200を擁する市内最大の雇用主である。

### 交通
ハルデクゼン市は、車では連邦アウトバーンA7号線から連邦道B446（約 5 km）または連邦道B241号線で到達することができる。連邦道446号線を使うと、数 km で連邦道B3号線に到達する。連邦道B241号線はハルデクゼンから西に向かい、ゾリングを抜けてヴェーザー川に沿って進む。鉄道ではノルトハイム - オットベルゲン線（ゾリング鉄道）を利用する。
かつて使われていた車道は、旧市街では、狭く、拡幅不可能であり、窮屈なカーブが多いため、連邦道B241号線は市街地の外を走っている。バイパス道路は通過車両の交通量を減らし、そのためグラーデベルク山の先端を越える道路は閉鎖された。2つのインターチェンジが地区のネットワークを繋いでいる。

### 教育
- ハルデクゼン基礎課程学校
- 一般・応用エコロジー研究所
- ヴェーパーシューレ: 精神障害者のための学校
- 郡立市民大学ハルデクゼン分校

### 通信
- エスポールのゾリング通信塔

## 引用
1. ↑  Landesamt für Statistik Niedersachsen, LSN-Online Regionaldatenbank, Tabelle A100001G: Fortschreibung des Bevölkerungsstandes, Stand 31. Dezember 2023